# André Breton (chanteur)
Pour les articles homonymes, voir Breton (homonymie) et André Breton (homonymie).
André Breton, né à Sherbrooke le 1er juillet 1934 et mort d'un infarctus le 18 septembre 1992 à l'âge de 58 ans, était un chanteur, animateur et comédien québécois.

## Biographie
Des son très jeune âge, André est rapidement initié à la chanson, son père étant directeur de la chorale de la paroisse.
Il commence sa carrière au début des années 1960 à CHLT radio et Télé 7, puis connait rapidement un grand succès en tant que chanteur, animateur et comédien. Vers ces mêmes années, il forme un groupe avec deux de ses cousins, Le Trio Chansonnette. Leur premier et seul vinyle se vend à environ 2000 exemplaires en une semaine.

Sa carrière de chanteur country commence en 1969 avec l'enregistrement d'un album. Il fait également des tournées à travers le Québec avec, entre autres, Lévis Bouliane, Marcel Martel et Willie Lamothe.

## Hommage
En 1987 il remporte le Félix du meilleur microsillon country de l'année. 
La ville de Sherbrooke a nommé une rue en son honneur en 2015.